# Dongshan (köpinghuvudort i Kina, Jiangsu Sheng, lat 31,08, long 120,40)
Dongshan (kinesiska: 东山镇) är en köpinghuvudort i Kina. Den ligger i provinsen Jiangsu, i den östra delen av landet, omkring 190 kilometer sydost om provinshuvudstaden Nanjing. Antalet invånare är 51 873. Befolkningen består av 26 428 kvinnor och 25 445 män. Barn under 15 år utgör 9,0 %, vuxna 15-64 år 76 %, och äldre över 65 år 13,0 %.
Runt Dongshan är det tätbefolkat, med 881 invånare per kvadratkilometer. Närmaste större samhälle är Xukou, 18,2 km norr om Dongshan. I omgivningarna runt Dongshan växer i huvudsak barrskog.
Genomsnittlig årsnederbörd är 1 613 millimeter. Den regnigaste månaden är augusti, med i genomsnitt 234 mm nederbörd, och den torraste är januari, med 55 mm nederbörd.